# ميرسيا سيمون
ميرسيا سيمون (بالرومانية: Mircea Simon)‏ (مواليد 22 يناير 1954) هو ملاكم روماني، مثّل بلاده في الألعاب الأولمبية الصيفية في دورتي 1968 و1976.

## روابط خارجية
ميرسيا سيمون على موقع بوكس ريك (الإنجليزية) (registration required)
- ميرسيا سيمون على موقع أوليمبيديا (الإنجليزية)
- ميرسيا سيمون على موقع اللجنة الأولمبية الرومانية (الرومانية)